# 伊舎堂盛元
伊舎堂親方盛元（いしゃどううぇーかたせいげん、1776年3月13日 - 1842年11月3日）は、琉球王国の官僚。唐名は翁宏烈（おう　こうれつ）を名乗った。
1821年から1828年にかけて、三司官を務めた。また和歌の名手としても知られており、沖縄三十六歌仙の一人でもある。